# 노 양공 (25대)
노 양공(魯襄公, 기원전 575년 ~ 기원전 542년, 재위 기원전 572년 ~ 기원전 542년)은 중국 노나라의 제24대 임금이다. 이름은 오(午)다.

## 사적
양공 11년(기원전 562년), 계무자가 제안하여 기존의 공실 직속 상 · 하 2군에 1군을 덧붙여 3군을 창설하고 삼환 한 가문당 1군을 통솔했다.
양공 12년(기원전 561년, 거나라가 쳐들어와 태(台)를 포위하자, 계손숙이 태를 구원하고 운(鄆)으로 쳐들어갔다. 양공은 진나라로 가 조현했다.
양공 23년(기원전 550년), 제나라가 진나라를 공격하자 숙손표가 진나라를 구원했다. 이해 맹장자(孟莊子)가 죽었고, 장무중(臧武仲)의 개입으로 인해 계손씨의 후계자가 되지 못한 공미(公彌)가 중손갈(仲孫羯)을 세우려는 풍점(豐點)과 손잡고 맹손씨의 후계 문제에 개입하여 원래 맹장자의 후계자인 유자 질을 몰아내고 중손갈을 세웠다. 맹손씨는 공미가 도와준 대가로 공미를 골탕먹인 장손씨를 모함하니 장흘(장무중)은 주(邾)나라로 달아났다. 장씨의 뒤는 장흘의 서형 장위(臧爲)가 이었다.
양공 31년(기원전 542년) 6월에 죽어 아들 자야가 뒤를 이었으나, 장사를 끝내기도 전에 죽어, 자야의 어머니의 아우가 낳은 아들 노 소공이 뒤를 이었다.

## 가정
- 노 성공 (아버지)
- 정사 (어머니)
  - 노 양공
  - 경귀 (첩)
    - 자야 (아들)

  - 제귀 (첩)
    - 노 소공 (아들)

  -  ?
    - 노 정공 (아들)